# Ptérygion

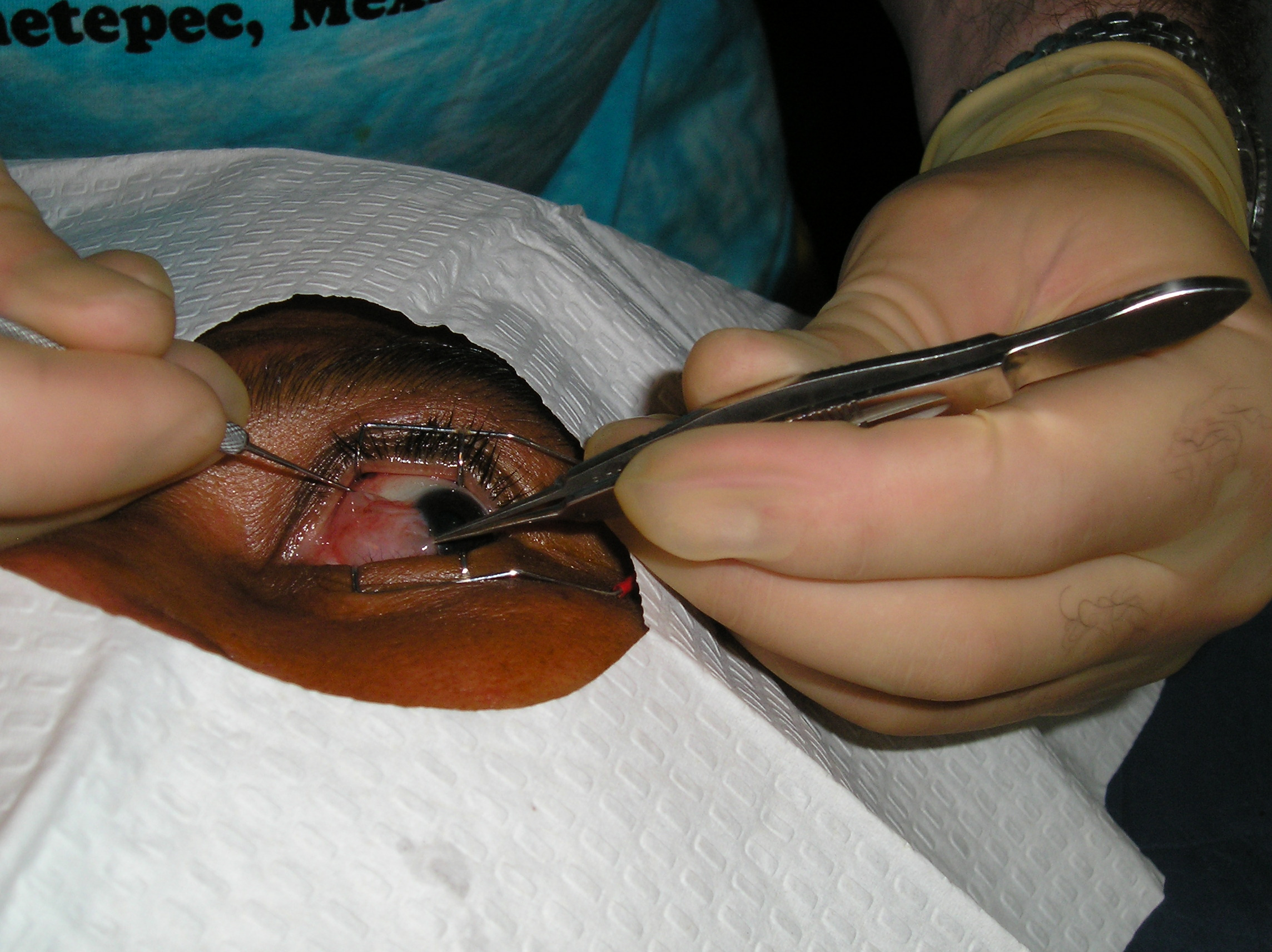
Ablation chirurgicale d'un ptérygion.

Le ptérygion (du grec ancien πτερύγιον, pterýgion, « petite aile ») est une invasion cornéenne issue de la conjonctive limbique. C’est une lésion bénigne de la conjonctive, membrane superficielle qui tapisse la surface de l'œil. Une intervention chirurgicale n'est prévue que dans le cas où le ptérygion obstrue une partie de la vision. Toutefois, tous les ophtalmologistes ne partagent pas cet avis: un petit ptérygion pouvant s'agrandir jusqu'à la pupille, il gênerait alors considérablement la vue et il est plus facile de le retirer tant que sa taille reste modeste.